# 沙利恰河
54°20′44″N 24°49′57″E / 54.34556°N 24.83250°E

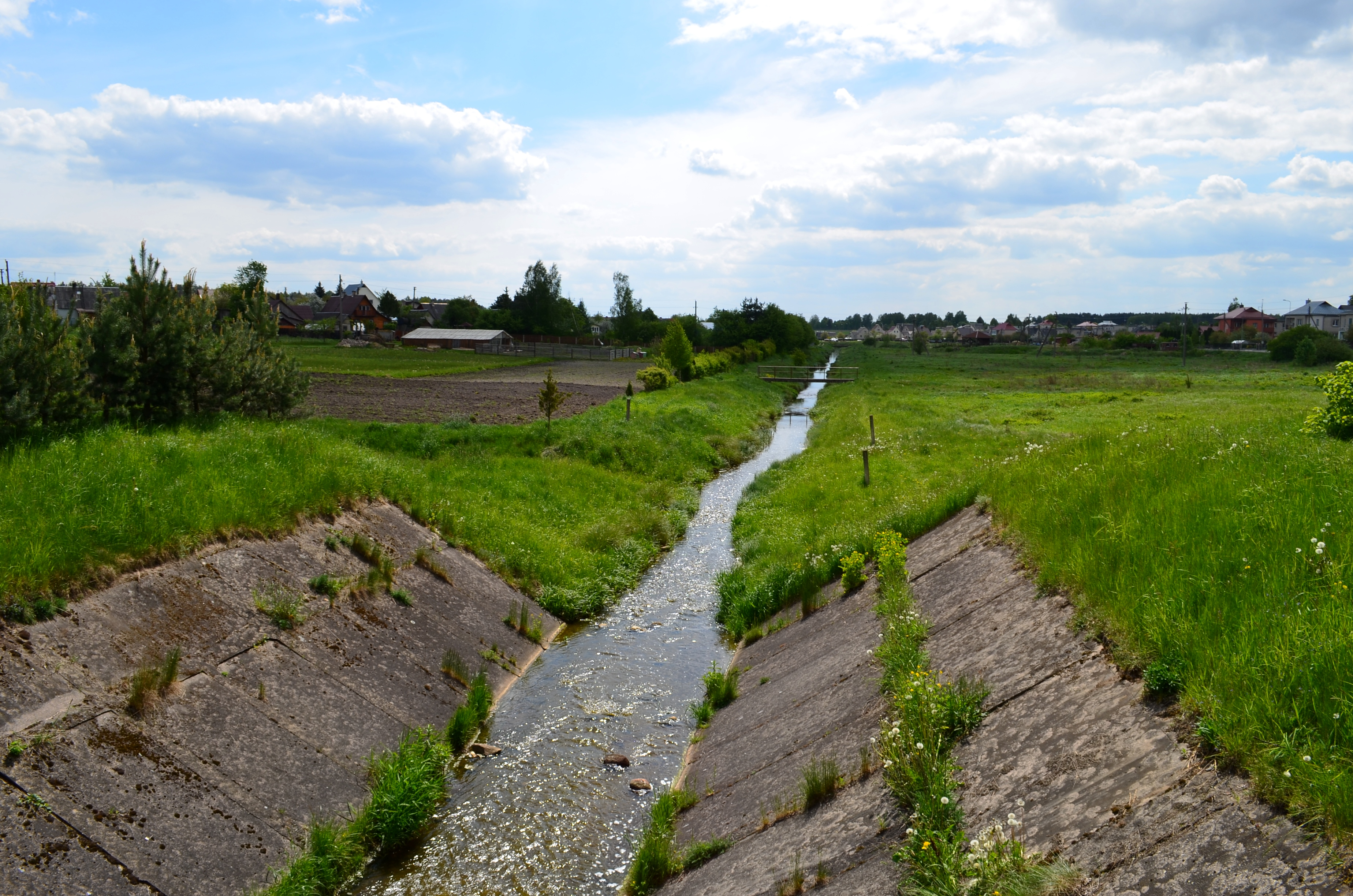

沙利恰河是東歐的河流，屬於梅爾基斯河的支流，流經白俄羅斯和立陶宛，河道全長76公里，流域面積749平方公里，發源自沙爾奇寧凱區。